# Huangshapu (köpinghuvudort i Kina, Hubei Sheng, lat 29,74, long 114,68)
Huangshapu är en köpinghuvudort i Kina. Den ligger i provinsen Hubei, i den centrala delen av landet, omkring 100 kilometer söder om provinshuvudstaden Wuhan. Antalet invånare är 28 058. Befolkningen består av 13 333 kvinnor och 14 725 män. Barn under 15 år utgör 20,0 %, vuxna 15-64 år 70 %, och äldre över 65 år 9,0 %.
Runt Huangshapu är det ganska tätbefolkat, med 166 invånare per kvadratkilometer. Närmaste större samhälle är Wangying, 15,9 km öster om Huangshapu. I omgivningarna runt Huangshapu växer i huvudsak blandskog.
Genomsnittlig årsnederbörd är 2 075 millimeter. Den regnigaste månaden är maj, med i genomsnitt 315 mm nederbörd, och den torraste är januari, med 48 mm nederbörd.